# 브룩 앤더슨 (육상 선수)
브룩 앤더슨(영어: Brooke Andersen, 1995년 8월 23일~)은 미국의 육상 선수로 주 종목은 해머던지기이다. 2020년 하계 올림픽에 미국 국가대표로 참가했고 2022년 세계 육상 선수권 대회에서 우승을 차지했다.

## 경력
미국 샌디에고 출신으로 노던애리조나 대학교를 졸업했다. 2014년 7월 미국 오리건주 유진에서 열린 2014년 세계 주니어 선수권 대회에 참가하여 54.64m의 기록으로 21위에 올랐다.
2019년 8월 페루 리마에서 열린 2019년 팬아메리칸 게임에 참가하여 71.07m의 기록을 세웠고 대표팀 동료인 그웬 베리의 뒤를 이어 은메달을 획득했다. 같은 해 9월에는 카타르 도하에서 열린 2019년 세계 선수권 대회에 참가했으며 68.46m의 기록으로 20위에 올랐다.
이후 2021년 6월 미국 올림픽 대표 선발전에서 2위에 오르면서 2020년 하계 올림픽에 참가할 국가대표로 발탁되었다. 같은 해 8월에 일본 도쿄에서 열린 2020년 하계 올림픽에 참가했으며 72.16m의 기록으로 10위에 올랐다.
2022년 7월 오리건주 유진에서 열린 2022년 세계 선수권 대회에서 78.96m를 기록했고 캐나다의 캠린 로저스와 대표팀 동료인 자니 카사나보이드를 누르고 우승을 차지했다.